# Hanzlíkovec
Hanzlíkovec je rybník, která se nachází v okrese Pardubice, asi 2,2 km JVV od obce Horní Jelení. Rozloha vodní hladiny je asi 2,5 ha, kolem se rozkládají poměrně rozsáhlá mokřady a rašeliniště, rybník je umístěn v lese. Blízko leží rybník Pětinoha. Založení dosud existujících i již zaniklých jelenských rybníků je přikládáno Vilémovi z Pernštejna, který koupil jelenské obce roku 1495, což je též nejstarší známá zmínka o Horním Jelení.

## Rostlinná společenstva
Rybník je dnes značně eutrifizovaný, možná s výskytem nějakých běžnějších vodních rostlin. V litorálu se nachází rašeliniště, bezkolencové louky sv. Molinion (dnes už zarostlé), rozsáhlé rákosiny as. Phragmitetum communis a zvláště směrem k rybníku Pětinoha i rozsáhlé olšiny.

## Rostliny
Nejcennější bylo litorální rašeliniště. Jedná se o rašeliniště vrchovištního typu s výskytem některých horských prvků v nízké nadmořské výšce (kolem 290 m). V minulosti zde např. rostla např. klikva bahenní (Oxycoccus palustris) (s jistotou do roku 2004), dodnes zde najdeme suchopýr pochvatý (Eriophorum vaginatum). Z dalších rostlin zde rostla např. ostřice šupinoplodá (Carex lepidocarpa), dodnes zde roste bohatá populace druhu bazanovec kytkokvětý (Naumburgia thyrsiflora). Lokalita prošla podobnou degradací jako rybník Pětinoha.

## Živočichové
Rybník je stanovištěm mnoha druhů vodních ptáků např. kachna divoká, polák velký, často sem zalétá čáp černý či volavka popelavá. Žije zde vydra říční.

## Stav lokality
V posledních 20 letech zde došlo ke katastrofální degradaci. Příčinou je silná eutrofizace rybníka, která ovlivnila přilehlé rašeliniště. Eutrofizace je způsobena „kapro-kachním“ hospodařením na rybníce. Následkem toho došlo k masovému šíření rákosu obecného a k silnému potlačení či úplnému vymizení konkurenčně slabých druhů vázaných na oligotrofní prostředí. Dalším problémem byla absence managementu a vysychání rašeliniště v některých obdobích. Degradace začala asi o 5 let později než na sousedním rybníku Pětinoha, kde se vyskytuje podobný typ vegetace. Ačkoliv na rozdíl od Pětinohy zde není přírodní památka, je tato lokalita o málo zachovalejší.

## Galerie

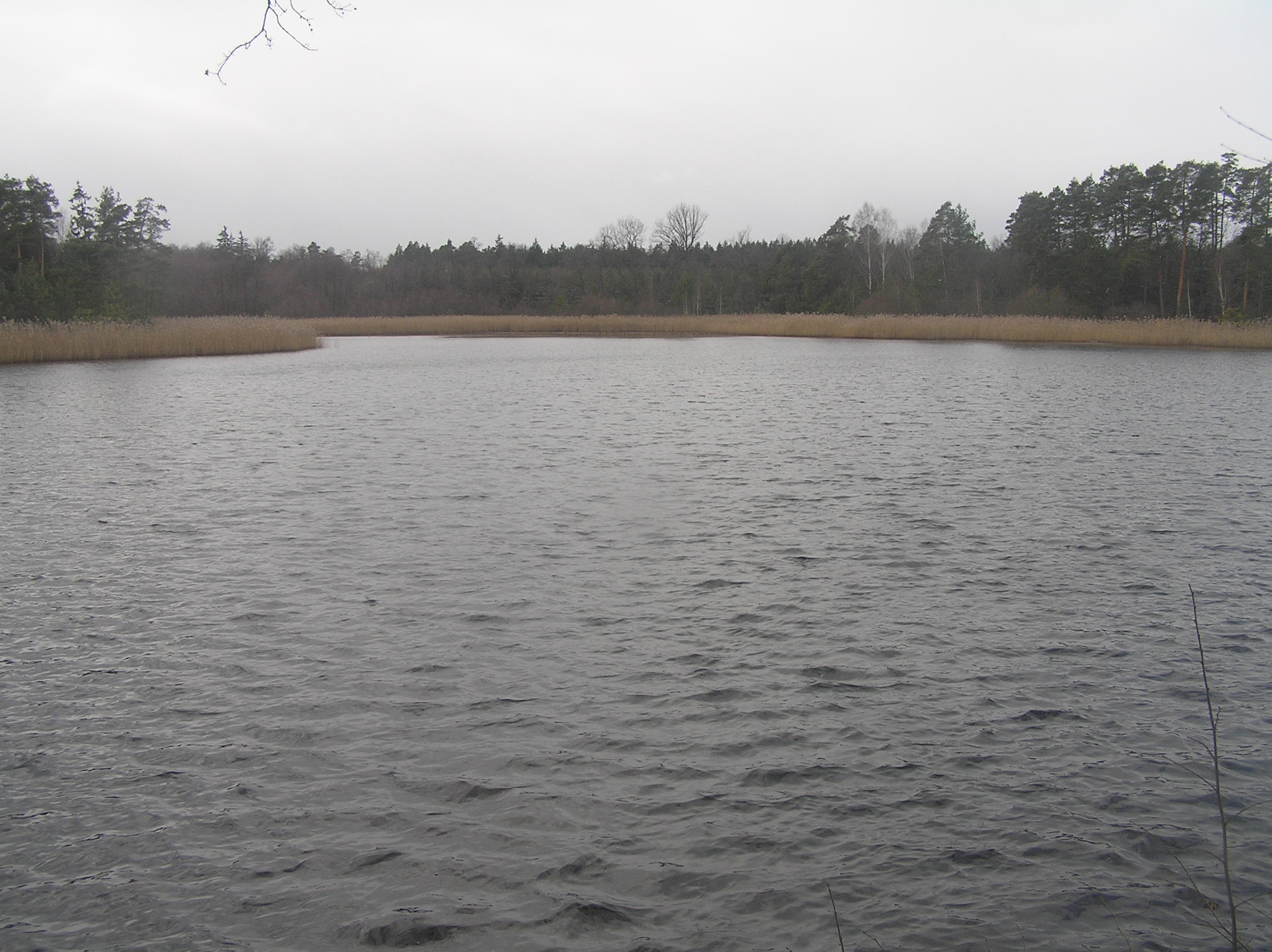
rybník Hanzlíkovec
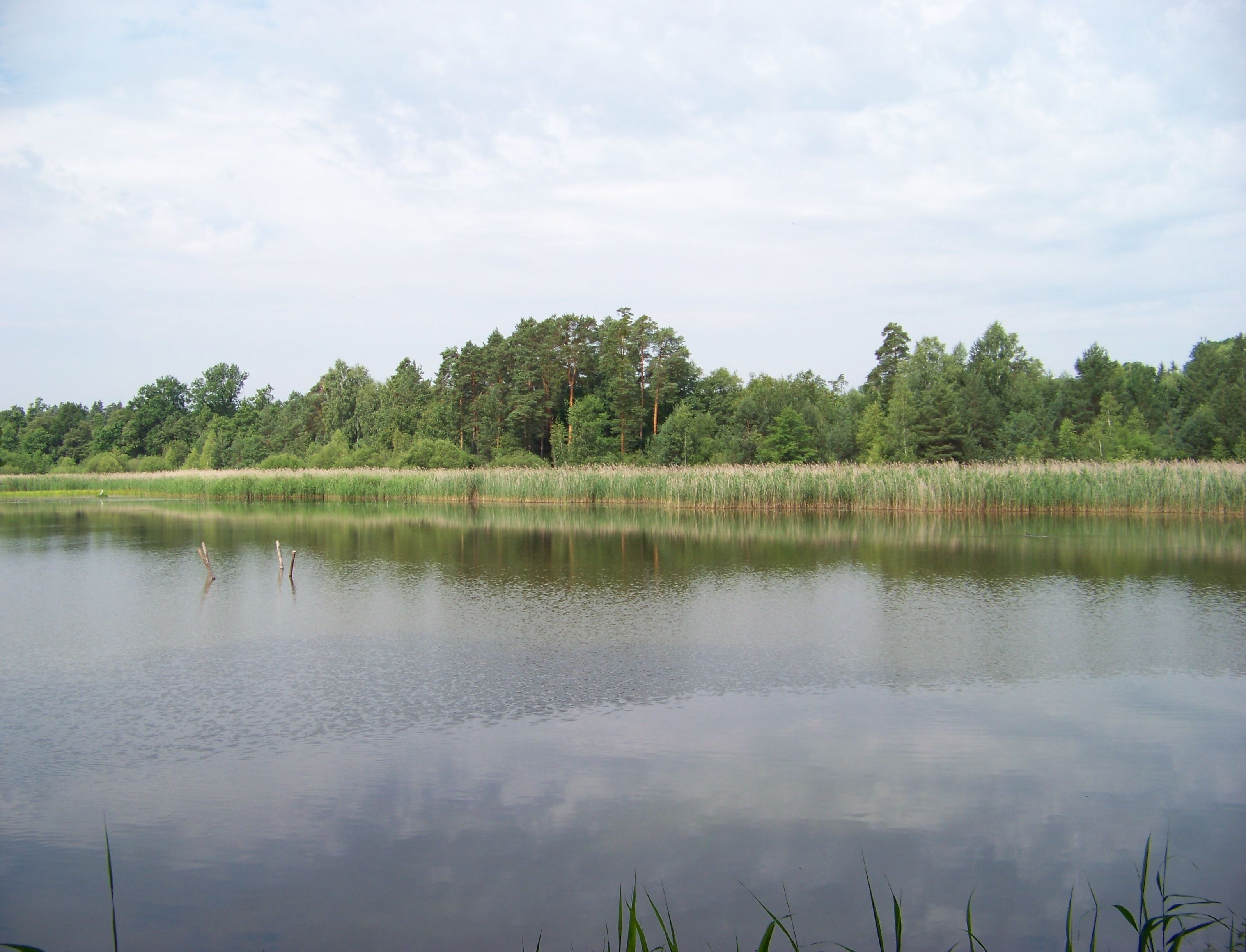
rybník Hanzlíkovec
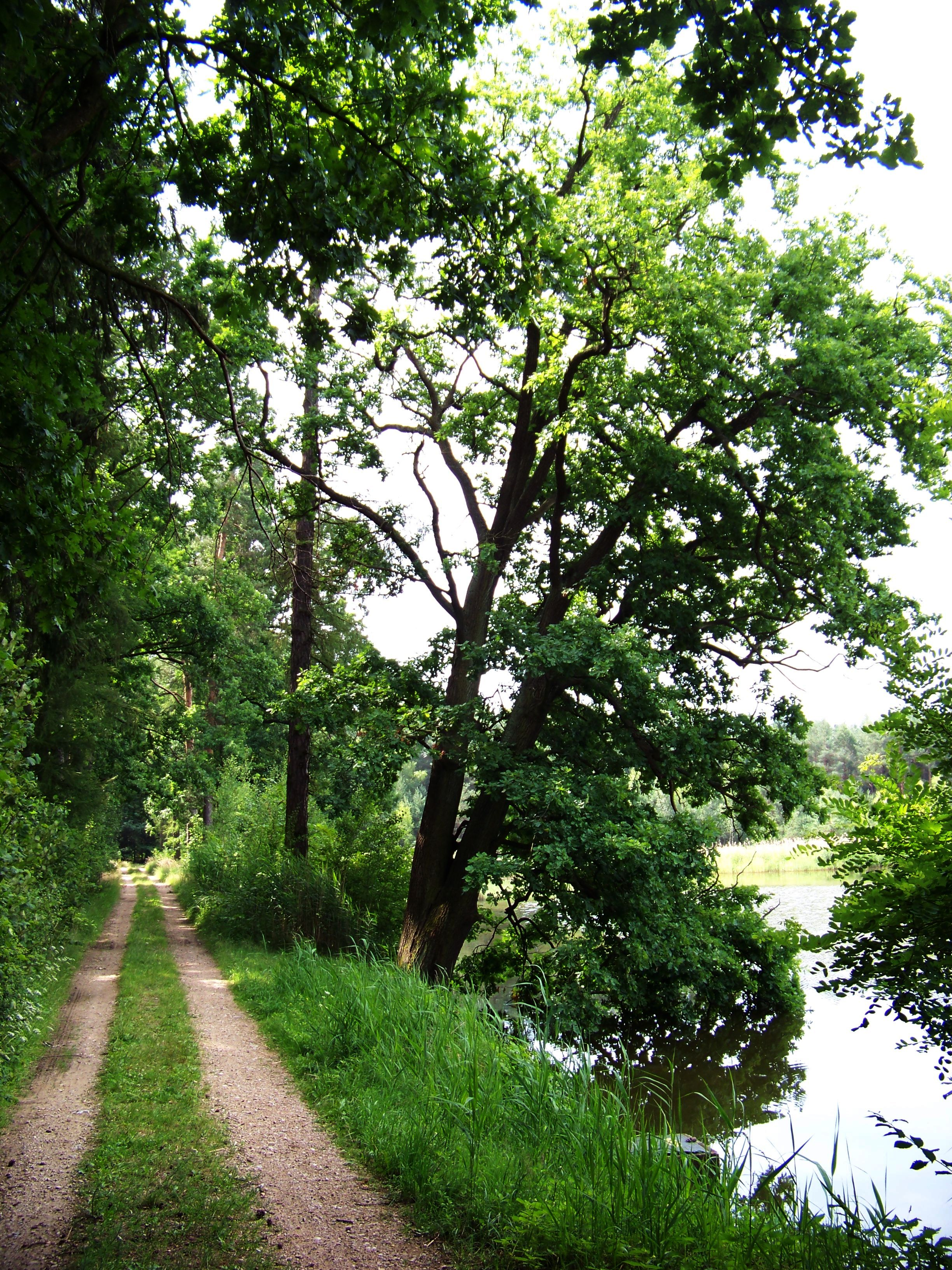
rybník Hanzlíkovec
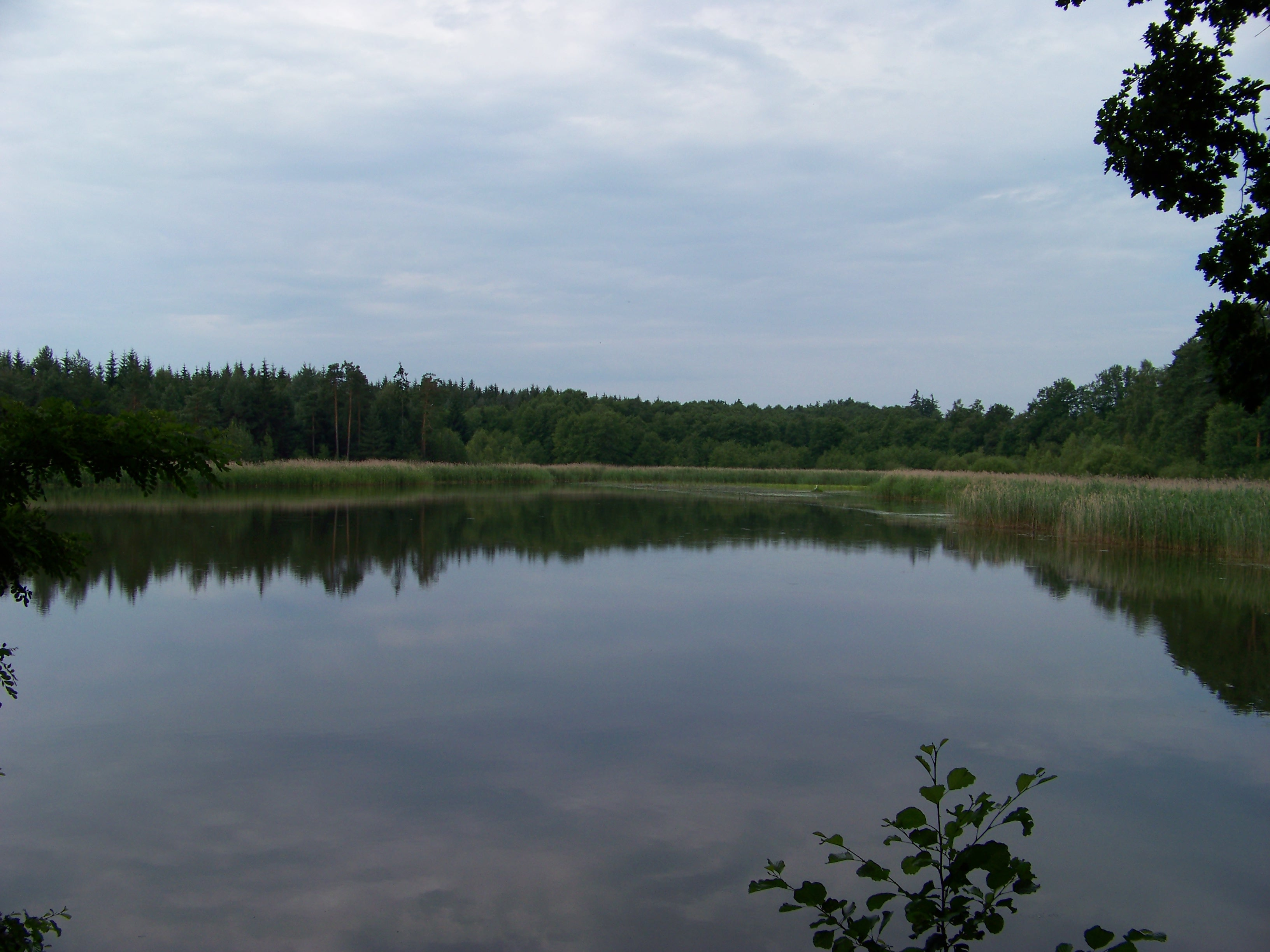
rybník Hanzlíkovec